# سوکولتس
سوکولتس (به بلغاری: Sokolets) یک منطقهٔ مسکونی در بلغارستان است که در Ruen واقع شده‌است.